# Indigofera fulvopilosa
Espèce
Synonymes
- Indigofera pilosa var. multiflora Baker f.[1]

Indigofera fulvopilosa est une espèce de plantes à fleurs de la famille des Fabaceae et du genre Indigofera, présente en Afrique tropicale.

## Description
C'est une plante annuelle érigée ou prostrée, ou alors pérenne mais de courte durée. Sa hauteur est généralement comprise entre 30 et 100 cm. Ses branches sont ligneuses.

## Distribution
Répandue en Afrique tropicale, on est observée de Sierra Leone au Nigeria, du Congo au Soudan, également vers le sud, en Angola, Zambie, Zimbabwe, Mozambique.

## Habitat
On la trouve dans les savanes arbustives, herbeuses, au bord des chemins, à une altitude comprise entre 700 et 1 700 m.

## Utilisation
On lui connaît des utilisations médicinales en Tanzanie, où elle est récoltée à l'état sauvage.